# Camptopsestis malayana
Camptopsestis malayana är en fjärilsart som beskrevs av Yoshimoto 1983. Camptopsestis malayana ingår i släktet Camptopsestis och familjen sikelvingar. Inga underarter finns listade i Catalogue of Life.